# Авроральні лінії

Нижні рівні енергетичної структури двічі іонізованого атома Оксигену.
Авроральна лінія (λ=436,32 нм) випромінюється внаслідок переходу ^{1}S_{0} → ^{1}D_{2}.

Аврора́льні лі́нії — спектральні лінії, що виникають внаслідок заборонених переходів електронів в атомах (іонах) із третього метастабільного рівня на другий.
Назва походить від назви полярного сяйва (лат. Aurora). Потужна зелена лінія (λ=557,7 нм), що спостерігається у спектрах полярних сяйв, є авроральною лінією нейтрального Оксигену ([O I]).
Авроральні лінії іонізованого Оксигену ([O II] — λλ=732, 733 нм; [O III] — 436,3 нм) відіграють важливу роль у визначенні фізичних умов у зонах Н II. 